# 바실리 덱탸료프

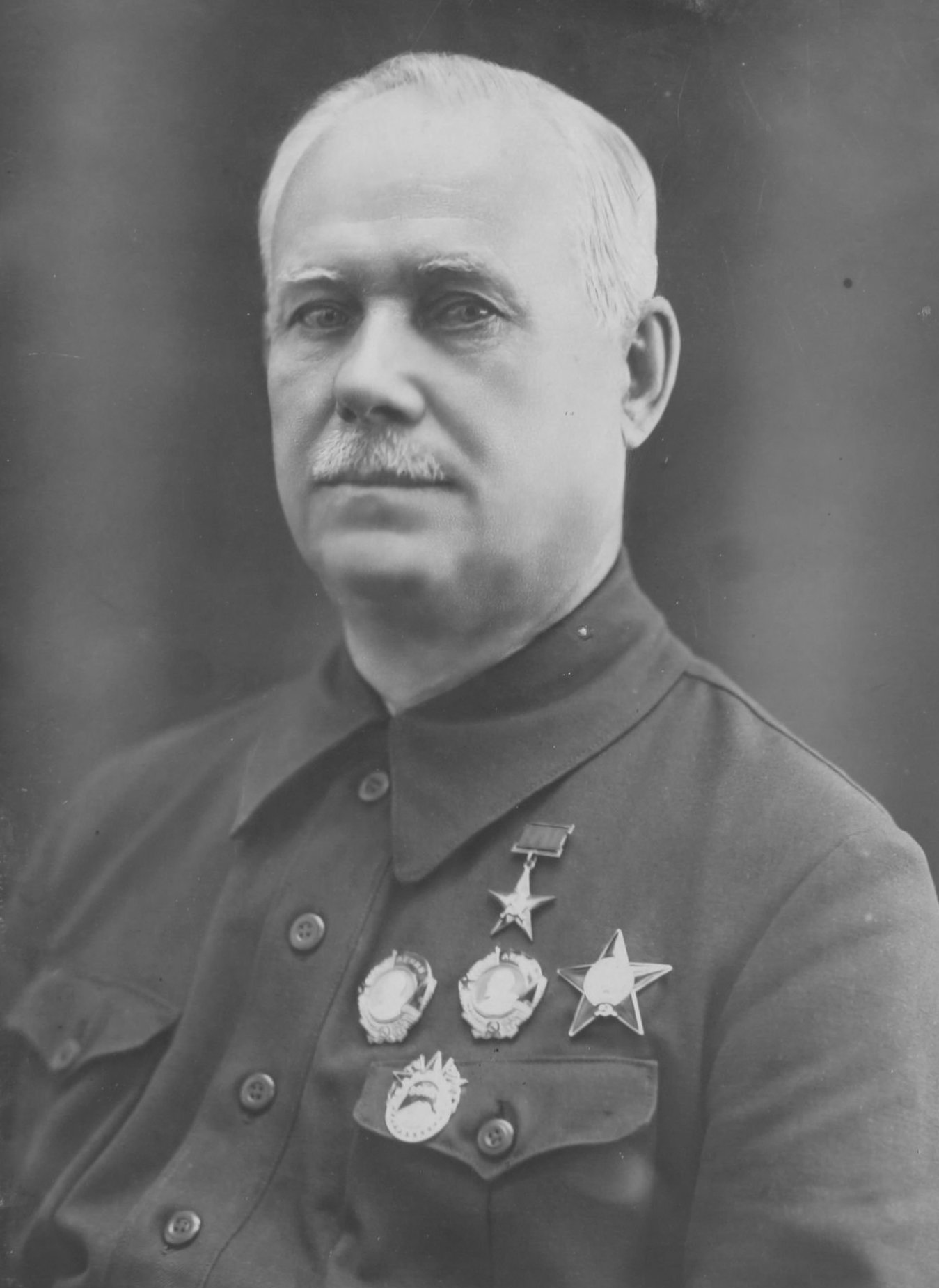

바실리 덱탸료프(러시아어: Васи́лий Алексе́евич Дегтярёв: 1880년 1월 2일 ~ 1949년 1월 16일)는 소비에트 연방의 무기개발자이다. DS-39 외에 여러 기관총이나 화기 등을 만들었다.

## 같이 보기
- 덱탸료프 휴대기관총